# Fifth Avenue, Nueva York
Fifth Avenue, Nueva York es un cuadro del pintor español Joaquín Sorolla, terminado en 1911. Está realizado en gouache, y tiene un tamaño de 63 x 41 cm. Se encuentra en el Museo Sorolla en Madrid. 
El cuadro muestra una vista desde lo alto de una calle con automóviles y camiones. A la derecha se observa la acera con coches aparcados y gente en el pavimento.